# NGC 2957
NGC 2957 ist ein interagierendes Galaxienpaar, beide vom Hubble-Typ E, im Sternbild Drache. Es ist schätzungsweise 302 Millionen Lichtjahre von der Milchstraße entfernt.
Das Objekt wurde am 4. November 1831 John Herschel entdeckt.